# Бутайеб, Хамму
Хамму Бутайеб (араб. حمو بوطيب‎; род. 1956, Марокко) — марокканский легкоатлет, специалист по бегу на средние и длинные дистанции, бегу по пересечённой местности. Выступал за сборную Марокко по лёгкой атлетике в 1989—1996 годах, обладатель серебряной медали чемпионата мира в помещении, двукратный чемпион Игр доброй воли, чемпион Средиземноморских игр, участник летних Олимпийских игр в Барселоне.

## Биография
Долгое время Бутайеб служил в марокканской армии и бегом не занимался. Его приход в большой спорт произошёл совершенно случайно — в 1988 году он познакомился с титулованным соотечественником Саидом Ауита и получил приглашение потренироваться в его группе.
Первых серьёзных успехов на международном уровне добился в сезоне 1989 года. В составе марокканской сборной стартовал на чемпионате мира по кроссу в Ставангере, занял 55-е место на длинной дистанции. Также выиграл серебряную медаль в беге на 10 000 метров на домашних Играх франкофонов в Касабланке.
В 1990 году принял участие в кроссовом чемпионате мира в Экс-ле-Бен, показал на финише 12-й результат. В беге на 10 000 метров получил серебро на Бислеттских играх в Осло, установив при этом свой личный рекорд 27:25.48, тогда как на Играх доброй воли в Сиэтле превзошёл всех соперников и завоевал золото.
В 1991 году стал серебряным призёром в беге на 3000 метров на чемпионате мира в помещении в Севилье, закрыл десятку сильнейших на чемпионате мира по кроссу в Антверпене. В дисциплине 10 000 метров одержал победу на Средиземноморских играх в Афинах, финишировал восьмым на чемпионате мира в Токио.
В 1992 году среди прочего занял 22-е место на кроссовом чемпионате мира в Бостоне. Благодаря череде успешных выступлений удостоился права защищать честь страны на летних Олимпийских играх в Барселоне — в программе 10 000 метров благополучно преодолел предварительный квалификационный этап, но в финале спровоцировал резонансный скандал. За несколько кругов до финиша развернулась борьба за победу между оторвавшимися от всех кенийцем Ричардом Челимо и другим марокканцем Халидом Скахом, в то время как Бутайеб значительно отстал, бежал предпоследним. Когда лидеры обогнали его на круг, он, вместо того чтобы позволить им беспрепятственно пройти дальше, как того требуют правила, зачем-то вмешался в борьбу, преследовал их, вырывался вперёд, блокируя движение и сбивая темп. В одном из эпизодов судья попытался сообщить ему о нарушении, но это не возымело эффекта. В итоге на финише Сках на секунду опередил Челимо, выиграв гонку, однако функционеры IAAF посчитали, что марокканцы действовали в сговоре для достижения нечестной победы, и дисквалифицировали обоих. Сках не согласился с этим решением и подал апелляцию. Он отмечал, что даже не дружил с Бутайебом, и крайне нелестно отозвался о его действиях, назвав того «животным» и «имбицилом». Также он заявил, что во время забега пытался докричаться до своего товарища по сборной, чтобы тот отстал, но из-за шума на стадионе крик видимо не был услышан. Рассматривавшая это дело комиссия в конечном счёте встала на сторону Скаха и вернула ему победу, в то время как дисквалификация Бутайеба осталась в силе. Зрители, тем не менее, сопровождали недовольным гулом награждение марокканца, а Челимо встретили овациями.
После барселонской Олимпиады Бутайеб оставался действующим спортсменом ещё в течение одного олимпийского цикла. Так, в 1993 году он отметился выступлением на чемпионате мира по кроссу в Аморебьета-Эчано, где показал 27-й результат. Выиграл серебряную медаль в беге на 10 000 метров на Средиземноморских играх в Лангедок-Руссильон.
В 1994 году занял 31-е место на кроссовом чемпионате мира в Будапеште, в дисциплине 10 000 метров получил серебро на Играх франкофонов во Франции и завоевал золото на Играх доброй воли в Санкт-Петербурге.
В 1995 году показал 39-й результат на чемпионате мира по кроссу в Дареме.
Завершил спортивную карьеру по окончании сезона 1996 года.